# Therese Fowler
Therese Anne Fowler (1967. április 22. –) amerikai írónő.

## Életpályája
Az Illinois állam-beli Milan (Milánó) városban nevelkedett. A raleigh-i Észak-Karolinai Állami Egyetemen szociológiából és kulturális antropológiából BA diplomát szerzett, majd kreatív írást tanult. Első regénye 2008-ban jelent meg.
Leginkább F. Scott Fitzgerald feleségéről írt regényéről ismert (Z: A Novel of Zelda Fitzgerald), mely 2013-ban jelent meg és azonnal sikert aratott. A könyvből készült televíziós sorozatot az író hazájában 2017-ben mutatták be.
Férje John Kessel író.

## Regényei
- Souvenir (2008), Ballantine Books
- Reunion (2009),  Ballantine Books
- Exposure (2011), Ballantine Books
- Z: A Novel of Zelda Fitzgerald (2013), St. Martin's Press
- A Well-Behaved Woman: A Novel of the Vanderbilts (2018), St. Martin's Press
- A Good Neighborhood (2020), St. Martin's Press

Magyarul megjelent:
- Z – Zelda Fitzgerald regénye, ford. Wertheimer Gábor (Európa, 2020. december 1.)[1]
- Rendes környék, ford. Schultz Judit (Európa, 2021)[2]
- Egy kifogástalan hölgy – A Vanderbilt család regénye (Családregény), ford. Beke Cz. Zsolt (Európa, 2021. június 30.)[3]